# Adam Olearius
Adam Olearius (r. Öhlschlegel ili Ölschläger; Aschersleben, 24. rujna 1599. − Gottorp, 23. veljače 1671.), njemački diplomat, putopisac, filolog, knjižničar, pisac, zemljopisac i matematičar.
Rođen je u Ascherslebenu, a nakon završenog studija u Leipzigu zaposlio se kao knjižničar i matematičar na dvoru Fridrika III., vojvode Holstein-Gottorpa. Godine 1635. poslan je u Iran kao predstavnik diplomatsko-trgovačke misije Schleswig-Holsteina. Tijekom četverogodišnjeg službovanja izradio je kvalitetne putopise i lokalne zemljovide Rusije i Irana.
Godine 1646. izradio je i vrlo precizan „Novi zemljovid Irana” i okolnih regija služeći se bakrorezom veličine 52 x 38.5 cm. Na njemu su vjerno prikazane iranske planine i rijeke, a Kaspijsko jezero je više pravokutnog nego ovalnog oblika kakvim se ranije često pogrešno prikazivao. Također, na njemu se nalaze i imena brojnih iranskih gradova kao što su Tabriz, Ardabil, Kazvin i Hamadan s pripadajućim panoramama.
Preveo je i Sadijev Golestan na njemački čime je upoznao Europu s perzijskom književnosti.

## Opus
- (njem.) Offt begehrte Beschreibung der newen orientalischen Rejse, so durch Gelegenheit einer Holsteinischen Legation an d. König in Persien geschehen (1647.)
- (njem.) Vermehrte Newe Beschreibung der Muscowitischen und Persischen Reyse, so durch gelegenheit einer Holsteinischern Gesandschafft an den russischen Zaar und König in Persien geschehen (1656.)
- (njem.) Persianischer Rosenthal. In welchem viel lustige Historien, scharffsinnige Reden und nützliche Regeln. Vor 400 Jahren von einem sinnreichen Poeten Schich Saadi in Persischer sprach beschrieben. Jetzo aber von Adamo Oleario in hochdeutscher Sprache heraus gegeben (1654.)
- (lat.) Nova Delineatio Persiae et Confiniorvm veteri longe accurator edita Anno (1655.)
- (njem.) Morgenländische Reyse-Beschreibung. Worinnen zugleich der Zustand der fürnehmbsten Ost-Indianischen Länder, Städte und der Einwohner Leben, Sitten, Handthierung und Glauben; wie auch die gefährliche Schiffahrt über das Oceanische Meer berichtet wird (1658.)
- (nizoz.) Beschryvingh van de gedenkwardige Zee- en Landt-Reyze deur Persien naar Oost-Indien (1658.)

## Galerija
- Kazan
- Samara
- Isfahan
- Kozmodemjansk
- Şamaxı